# Corinna capito
Corinna capito là một loài nhện trong họ Corinnidae.
Loài này thuộc chi Corinna. Corinna capito được Hippolyte Lucas miêu tả năm 1856.